# Kingdom Come: Deliverance
Kingdom Come: Deliverance är ett datorspel i actionrollspelsgenren, utvecklat av Warhorse Studios och utgivet av Deep Silver den 13 februari 2018 till Playstation 4 och Windows. Handlingen utspelar sig i 1400-talets Böhmen, där maktkampen mellan Wencel IV och Sigismund av Ungern pågår. Spelaren tar sig an rollen som Henry. Den lokale härskaren, Radzig Kobyla, tar Henry under sina vingar. Under spelets gång får Henry olika uppdrag som han ska utföra, bland annat att infiltrera en fiendeby.